# Manuel Godoy
Manuel Godoy y Álvarez de Faria Ríos  (12. května 1767 Badajoz – 4. října 1851 Paříž) byl španělský politik, ministerský předseda Španělska v letech 1792–1797 a 1801–1808.

## Život
Původně sloužil jako důstojník královské stráže, v mladém věku se stal oblíbencem královské rodiny. Ve dvaadvaceti letech byl přijat do rytířského řádu sv. Jakuba z Compostely. Roku 1792 stanul v čele španělské vlády. Na tento úřad nestačil ani svým vzděláním, ani zkušenostmi. Jak mezi šlechtou, tak mezi úřednictvem a intelektuály měl mnoho nepřátel, spoléhal se hlavně na přízeň krále Karla IV. a jeho manželky Marie. Na Godoye bylo nahlíženo jako na povýšence a jeho vláda byla viněna z korupce. Pokoušel se o osvícenské reformy, ale uznání od veřejnosti se příliš nedočkal. Nedařilo se mu ani v zahraniční politice. Španělsko krvácelo ve finančně nákladné válce s Velkou Británií, v rámci které prohrálo bitvu u Trafalgaru a ekonomicky strádalo v důsledku zavedení kontinentální blokády. Přišlo také o západní část Hispanioly a Louisianu. Roku 1808 král rezignoval a na trůn nastoupil jeho syn Ferdinand VII.
Příznivci Ferdinanda (který již nějakou dobu uvažoval o státním převratu proti svému otci) šířili zprávu, že Godoy prodal Španělsko Napoleonovi. Dne 18. března došlo k lidovému povstání známému jako vřava v Aranjuezu. Dav vtrhl do Godoyovy rezidence, kde zpočátku našli pouze jeho milenku Pepitu. O dva dny později byl nalezen i Godoy; Karel IV. nechal zabavit jeho majetek a uvěznil ho na hradě Villaviciosa de Odón, který vlastnila jeho manželka Marie Tereza. Aby ukončil povstání a zachránil Godoyův život, Karel IV. abdikoval ve prospěch svého syna Ferdinanda VII.
Zbytek života strávil ve francouzském a italském exilu.

### Soukromý život
Oženil se s Marií Terezií Bourbonskou, vnučkou krále Filipa V. Spekulovalo se, že byl milencem královny Marie.